# Tainia paucifolia
Tainia paucifolia là một loài thực vật có hoa trong họ Lan. Loài này được (Breda, Kuhl & Hasselt) J.J.Sm. miêu tả khoa học đầu tiên năm 1912.